# L'Allée du Roi (téléfilm)
Pour les articles homonymes, voir L'Allée du Roi.
L’Allée du Roi est un téléfilm français en deux parties de deux heures, réalisé par Nina Companeez d'après le roman du même nom de Françoise Chandernagor et diffusé en 1996 sur France 2. Il existe également un montage plus resserré d'une seule traite d'une durée d'1 h 46.

## Synopsis
Ce téléfilm retrace la vie de Françoise d'Aubigné, devenue Madame de Maintenon. Après avoir rapidement présenté sa prime jeunesse, le récit prend corps avec son mariage avec le poète satirique Paul Scarron, et se poursuit jusqu'à son ascension prodigieuse à la cour de Louis XIV, dont elle devient l'épouse secrète en 1683 à l'âge de 48 ans. L'œuvre met notamment l'accent sur la période où elle fut la gouvernante des enfants illégitimes que le roi eut de Madame de Montespan ainsi que de ses rapports houleux avec ladite marquise, qui ne pouvait souffrir de voir le roi s'attacher de plus en plus déraisonnablement à elle. Le film se termine au moment de sa mort à Saint-Cyr, le 15 avril 1719.

## Fiche technique
- Titre français : L'Allée du Roi
- Réalisation : Nina Companeez
- Scénario : Françoise Chandernagor, d'après son roman L'Allée du Roi[2] (1981)
- Adaptation : Nina Companeez
- Studio : France Télévision
- Décors : Yves de Marseille
- Costumes : Thierry Bosquet
- Image : Dominique Brabant
- Son : Didier Tenin
- Musique : Michel-Richard Delalande, Jean-Baptiste Lully, François Couperin
- Producteur exécutif : Alain Bessaudou
- Sociétés de production : S.F.P. Productions, Ciné Mag Bodard
- Société de distribution : France Télévision
- Pays e production :  France
- Langue originale : français
- Genre : biographie, drame historique
- Durée totale : 240 minutes (4 heures)
- Date de première diffusion : 1er janvier 1996 et 2 janvier 1996
- Sortie Dvd : 15 mai 2001

## Distribution
- Dominique Blanc : Françoise d'Aubigné, marquise de Maintenon
- Didier Sandre : Louis XIV
- Valentine Varela : Françoise-Athénaïs de Montespan
- Michel Duchaussoy : Le poète Paul Scarron
- Samuel Labarthe : Louis de Mornay, marquis de Villarceaux
- Annie Sinigalia : Ninon de Lenclos
- Raphaëline Goupilleau : Bonne d'Heudicourt
- Christian Brendel : Miossens
- Geneviève Mnich : Louise Tiraqueau, Madame de Neuillan
- Claude Aufaure : Esprit Cabart de Villermont
- Nicole Dubois : Marguerite de Montchevreuil
- Frédérique Tirmont : Madame de Richelieu
- Jacques Ciron : L'abbé Boisrobert
- Alain Ollivier : Monsieur de Méré
- Alain Moussay : Gilles Ménage
- Solenn Jarniou : Nanon, domestique de Françoise d'Aubigné
- Antoine du Merle : Louis-Auguste de Bourbon, duc du Maine
- Daniel Mesguich : le prédicateur jésuite Bourdaloue
- Bernard Musson : l'évêque
- Annie Grégorio : la Reine, Marie-Thérèse d'Autriche
- Vincent Solignac : Monseigneur, le Grand Dauphin
- Pascal Ternisien : Louis de France, duc de Bourgogne
- Agathe de La Boulaye : Marie-Adélaïde de Savoie, duchesse de Bourgogne
- Fabienne Tricottet : Louise de La Vallière
- Benoît Allemane : Louvois
- Barbara Kelsch : Marie-Angélique de Fontanges
- Georges Montillier : Fagon, médecin du roi
- Mauricio Buraglia : Constant d'Aubigné, père de Françoise d'Aubigné

## Lieux de tournage
- Château de Versailles (Yvelines) : pour de nombreuses scènes de la vie de cour.
- Senlis (Oise) rue de la Treille (entre autres) : pour certaines scènes extérieures.
- Château de Champs-sur-Marne (Seine-et-Marne)[3]
- Château de Vaux-le-Vicomte (Seine-et-Marne) : pour des scènes dans les appartements du roi
- Château de Maintenon (Eure-et-Loir) : pour des vues générales du château
- Château de Lésigny : pour les scènes chez Scarron.
- Château d'Anet : pour des scènes de prédication dans la chapelle royale, et les abords de la grotte où se rencontrent Françoise d'Aubigné et le roi.
- Saint-Denis, Maison de la Légion d'honneur : scènes à Saint-Cyr.
- Viry-Châtillon, domaine de Piédefer, nymphée de Madame Despinville : scène dans la grotte artificielle.

## Musiques et œuvres d'art
- Cantique Quatrième sur le bonheur des Justes et sur le malheur des resprouvez de Michel-Richard de Lalande, en particulier De quelle douleur profonde et Pour trouver un bien fragile
- Armide de Jean-Baptiste Lully, en particulier la passacaille (scène I de l'acte V)
- Les barricades mystérieuses de François Couperin interprété au clavecin pendant la scène où le Roi salue pour la première fois Mme Scarron en tant que Mme de Maintenon (joué par le claveciniste Christophe Rousset).